# استان بوهمی جنوبی
منطقه بوهمی جنوبی (به لاتین: South Bohemian Region) یک منطقه در Czech Republic است که در Jihozápad واقع شده‌است.

## خصوصیات
منطقه بوهمی جنوبی ۱۰٬۰۵۶٫۷۹ کیلومترمربع مساحت و ۶۳۶٬۴۵۹ نفر جمعیت دارد.